# Microsoft Entertainment Pack
La primera versió del Microsoft Windows Entertainment Pack (WEP) era una col·lecció de jocs de disseny senzill per a Windows. Aquests jocs eren una mica estranys, ja que en aquell temps no podien ser iniciats en MS-DOS; molts d'ells tornaran ao ferir-se en el Best of Windows Entertainment Pack. Va haver-hi 4 sèries diferents del WEP.

## Llista de jocs
- Chess
- Chip's Challenge
- Cruel (joc de cartes)
- Dr. Black Jack
- FreeCell (joc de cartes)
- Fuji Golf
- Go Figure!
- Golf (joc de cartes)
- IdleWild (un programa de protector de pantalla)
- JezzBall
- Jigsawed
- Klotski
- Life Genesis (basat en el Life simulation de John Horton Conway)
- Maxwell's Maniac
- Pegged
- Pipe Dream (per LucasArts)
- Rattler Race
- Rodent's Revenge
- SkiFree
- Stones
- Taipei
- Tetravex
- Tetris (versió Windows)
- Tic Tac Drop (un clon de Connect Four)
- TicTactics
- TriPeaks (joc de cartes)
- Tut's Tomb (joc de cartes)
- WordZap

## GameSampler
Una versió del Entertainment Pack anomenada Gamesampler, es va oferir en un disquet d'alta densitat, va ser comercialitzat com l'11é disc en un pack de 10 discs per Verbatim a principis dels anys 1990. Jocs que incloïen aquest disc eren Jezzball, Rodent's Revenge, Tetris i Skifree. Kellogg's també va oferir-lo en algunes ocasions un disc així.